# Alan Banaszek
Alan Banaszek (Warschau, 30 oktober 1997) is een Pools baan- en wegwielrenner. Zijn neven Norbert en Adrian zijn ook profwielrenner.

## Carrière
In 2015 won Banaszek het Europees wegkampioenschap voor junioren door in Tartu sneller te sprinten dan onder meer Stan Dewulf en Dennis van der Horst. Halverwege oktober tekende hij een contract voor drie seizoenen bij CCC Sprandi Polkowice.
In zijn eerste seizoen als prof nam hij onder meer deel aan de Ronde van Estland en de Ronde van Abu Dhabi. In september werd hij nationaal kampioen op de puntenkoers, waarna hij begin oktober zesde werd in de Ronde van het Münsterland. Tijdens het wereldkampioenschap nam hij deel aan de wegwedstrijd bij de beloften. In deze wedstrijd, die werd gewonnen door de Noor Kristoffer Halvorsen, eindigde Banaszek op de tiende plaats.
In 2017 nam Banaszek namens een Poolse selectie deel aan de Grote Prijs van Rhodos, die dat jaar voor het eerst werd georganiseerd. In die Griekse eendagskoers versloeg hij Ahmet Örken en Joshua Huppertz in de massasprint, waardoor hij zijn eerste zege bij de elite behaalde. Later dat jaar won hij etappes in de CCC Tour-Grody Piastowskie en de Koers van de Olympische Solidariteit, waar hij ook het puntenklassement won, en zegevierde hij in de Memorial Grundmanna I Wizowskiego en de Memoriał Henryka Łasaka. Op het Europese kampioenschap baanwielrennen won hij de puntenkoers.
In 2019 maakte Banaszek de overstap naar het Spaanse Caja Rural-Seguros RGA. Dat seizoen nam hij onder meer deel aan de Ronde van Catalonië en beide wedstrijden in de Hammer Series. Na één seizoen maakte hij de overstap naar het Poolse Mazowsze Serce Polski. Waar hij drie jaar voor actief was. In 2023 reed Banaszek voor Human Powered Health, na één seizoen ging hij rijden bij Mazowsze Serce Polski waar hij wederom na een seizoen vertrok, sinds 2025 rijdt hij bij ATT Investments.

## Baanwielrennen

### Palmares
| Jaar     | PK                                           | EK          | WK       | Overig   |
| Beloften | Beloften                                     | Beloften    | Beloften | Beloften |
| -------- | -------------------------------------------- | ----------- | -------- | -------- |
| 2016     |                                              | Ploegkoers  |          |          |
| Elite    |                                              |             |          |          |
| 2016     | Puntenkoers · Scratch                        |             |          |          |
| 2017     | Ploegkoers                                   | Puntenkoers |          |          |
| 2018     |                                              |             |          |          |
| 2019     | Puntenkoers · Afvalkoers                     |             |          |          |
| 2020     | Puntenkoers · Afvalkoers                     |             |          |          |
| 2021     | koppelkoers · omnium · puntenkoers · scratch | omnium      |          |          |

## Wegwielrennen

### Overwinningen
2014
4e etappe Coupe du Président de la Ville de Grudziądz
2015
 Europees kampioen op de weg, Junioren
2016
1e etappe Carpathian Couriers Race
2017
Grote Prijs van Rhodos
3e etappe CCC Tour-Grody Piastowskie
Memorial Grundmanna I Wizowskiego
1e etappe deel B Koers van de Olympische Solidariteit
Puntenklassement Koers van de Olympische Solidariteit
Memoriał Henryka Łasaka
2020
Grote Prijs van Manavgat
1e etappe Ronde van Bulgarije
2021
2e etappe Ronde van Szeklerland
Eind- en puntenklassement Ronde van Szeklerland
GP Slovakia
1e etappe Ronde van Servië
Puntenklassement Koers van de Olympische Solidariteit
2022
2e etappe Ronde van Thailand
Eind- en puntenklassement Ronde van Thailand
4e etappe Belgrado-Banja Luka
Puntenklassement Belgrado-Banja Luka
2023
 Nationaal kampioen op de weg, Elite
2024
4e etappe Ronde van Mazovië
3e etappe Ronde van de Slag om Warschau
Eindklassement Ronde van de Slag om Warschau

## Ploegen
- 2016 –  CCC Sprandi Polkowice
- 2017 –  CCC Sprandi Polkowice
- 2018 –  CCC Sprandi Polkowice
- 2019 –  Caja Rural-Seguros RGA
- 2020 –  Mazowsze Serce Polski
- 2021 –  HRE Mazowsze Serce Polski
- 2022 –  HRE Mazowsze Serce Polski
- 2023 –  Human Powered Health
- 2024 –  Mazowsze Serce Polski
- 2025 –  ATT Investments

Banaszek · Brożyna · Černý · Großschartner · Hirt · Honkisz · Kaczmarek · Kiendyś · Kurek · Latoń · Małecki · Marycz · Matysiak · Michajlov · Mrożek · Owsian · Paluta · de la Parte · Paterski · Pluciński · Ponzi · Rebellin · Samojlaw · Stępniak · Stosz · Szmyd · Taciak
Banaszek · Białobłocki · Brożyna · Großschartner · Hirt · Kaczmarek · Koch · Kurek · Małecki · Michajlov · Mrożek · Owsian · Paluta · Paterski · Pluciński · Ponzi · Samojlaw · Schlegel · Sisr · Stosz · Taciak · Tratnik
Antunes · Banaszek · Bernas · Brożyna · Cieślik · Franczak · Gradek · Koch · Kump · Kurek · Małecki · Owsian · Paluta · Pluciński · Sajnok · Schlegel · Sisr · Stosz · Taciak · Tratnik
Aberasturi · Amezqueta · Aranburu · Banaszek · Cañellas · Cepeda · Tsjernetski · Cuadros · Gonçalves · González · Irisarri · Lastra · Malucelli · Molina · Mora · Moreira · Nicolau · Pardilla · Rodríguez · Serrano · Soto · Lazkano (stagiair) · Martín (stagiair) · Pascual (stagiair)
Aasvold · Aniołkowski · Banaszek · Bassett · Chrétien · Coté · de Vos · Double · Gibson · Greenberg · Haga · Hecht · Jensen · Joyce · Krul · Lemmen · McGill · Peák · Perry · Schönberger · Svestad-Bårdseng · Van Hoecke · Weemaes
- Virtual International Authority File: 2336151353520352720008